# Charles de Bonvoust
Ne doit pas être confondu avec Charles-Jean Bonvoust.
Charles de Bonvoust, né le 11 août 1737 à Mortagne-au-Perche, mort le 21 juin 1811 à Paris, est un général français de la Révolution et de l’Empire.

## États de service
Il entre en service comme volontaire dans l'artillerie, le 1er mai 1753 et, en 1757, il intègre l'École d'artillerie de La Fère, puis celle de Strasbourg en 1758. Il est nommé lieutenant en second, le 27 mars 1760, dans la première brigade d'artillerie.
Lieutenant en premier l'année suivante, capitaine le 31 juillet 1767, sous-aide major le 29 février 1768 et aide-major en 1771, il est détaché à la manufacture d'armes de Klingenthal le 1er novembre 1774. Il est créé Chevalier de Saint-Louis le 9 mai 1778, et il est promu le 15 mai 1792, lieutenant-colonel sous-directeur d'artillerie à Nantes, où il est chargé de mettre cette place en état de défense. 
Il est nommé colonel au 6e régiment d'artillerie à pied, le 8 mars 1793 et il fait les guerres de l'Ouest avec ce régiment en 1793 et en l’an II, et il prend part à cinq engagements contre les Vendéens. Nommé général de brigade le 25 germinal an II (14 avril 1794), il est envoyé à La Rochelle pour préparer la défense de cette place.
Quelque temps suspendu de ses fonctions, il est réintégré le 17 messidor an III (5 juillet 1795) et obtient sa retraite le 28 brumaire an XI (19 novembre 1802). Il est fait commandeur de la Légion d'honneur le 25 prairial an XII (13 juin 1804), sans passer par les autres grades de l'ordre, et président du collège électoral du département de l'Orne. Il est choisi le 9 thermidor an XII (28 juillet 1804), par le Sénat conservateur, pour représenter ce département au Corps législatif, d'où il sort en 1807.

## Sources
- « Charles de Bonvoust », dans Adolphe Robert et Gaston Cougny, Dictionnaire des parlementaires français, Edgar Bourloton, 1889-1891 [détail de l’édition]
- http://www.assemblee-nationale.fr/sycomore/fiche.asp?num_dept=16073
- http://roglo.eu/roglo?lang=fr;i=4341903
- Jean-Baptiste-Pierre Courcelles, Dictionnaire historique et biographique des généraux français: depuis le onzième siècle jusqu'en 1822, éd. Bertrand, 1822. (page 433)
- A.Liévin, J.M Verdot, P.Bégat, Fastes de la Légion-d'honneur, biographie de tous les décorés, Bureau de l'administration, 1847, 640 p. (lire en ligne), p. 595.